# Pulpe de carotte
La pulpe de carotte est la matière restant de la carotte après l'extraction de jus de carotte. La liquéfaction de la pulpe de carotte par des mélanges cellulotytiques et pectinolytiques (Pectinase C 80L et Pectinex ultra SP-L) permet d'augmenter le rendement (25 % de plus) et le taux de matières sèches des jus extraits.

## Composants
La pulpe de carotte contient 4 à 5 % de protéines, 8 à 9 % de sucres réducteurs et 5 à 6 % de minéraux. Comparée à la couleur du jus de carotte frais, la pulpe des carottes ébouillantées conserve mieux les valeurs de couleur rouge que celle des carottes non ébouillantées. La pulpe des carottes fraîches contient 17 % des α- et β-carotènes totaux ; ce taux atteint 31 à 35 % lorsque les carottes sont ébouillantées. Le glucose et l'acide galacturonique sont les sucres prédominants des polysaccharides non amylacés des carottes. La pulpe contient 37 à 48 % de fibres alimentaires totales et a une capacité de rétention d'eau élevée, allant de 9,42 à 10,52 g d'eau par gramme de matière organique. Compte tenu des carotènes, de la capacité de rétention d'eau et de la teneur en fibres, les produits à base de pulpe de carotte constituent une bonne source de fibres alimentaires.

## Recettes de cuisine
- Galette de pulpe de carotte.
- Gâteau à la carotte
- Smoothie